# Spathius nearchus
Spathius nearchus är en stekelart som beskrevs av Nixon 1943. Spathius nearchus ingår i släktet Spathius och familjen bracksteklar. Inga underarter finns listade i Catalogue of Life.